# William Samuel Booze
William Samuel Booze (* 9. Januar 1862 in Baltimore, Maryland; † 6. Dezember 1933 in Wilmington, Delaware) war ein US-amerikanischer Politiker. Zwischen 1897 und 1899 vertrat er den Bundesstaat Maryland im US-Repräsentantenhaus.

## Werdegang
William Booze besuchte die öffentlichen Schulen seiner Heimat sowie das Baltimore City College, das er im Jahr 1879 absolvierte. Nach einem anschließenden Medizinstudium an der University of Maryland sowie dem College of Physicians and Surgeons in New York City und seiner 1882 erfolgten Zulassung als Arzt begann er in Baltimore in diesem Beruf zu arbeiten. Gleichzeitig schlug er als Mitglied der Republikanischen Partei eine politische Laufbahn ein. Im Jahr 1894 kandidierte er, trotz eines Wahleinspruchs, noch erfolglos für den Kongress.
Bei den Kongresswahlen des Jahres 1896 wurde Booze im dritten Wahlbezirk von Maryland in das US-Repräsentantenhaus in Washington, D.C. gewählt, wo er am 4. März 1897 die Nachfolge von Harry Welles Rusk antrat. Da er im Jahr 1898 auf eine erneute Kandidatur verzichtete, konnte er bis zum 3. März 1899 nur eine Legislaturperiode im Kongress absolvieren. Diese war von den Ereignissen des Spanisch-Amerikanischen Krieges geprägt.
Nach dem Ende seiner Zeit im US-Repräsentantenhaus arbeitete Booze im Bankgewerbe und an der Börse. Ab 1915 praktizierte er auch wieder als Arzt. In den Jahren 1904 und 1908 war er Delegierter zu den jeweiligen Republican National Conventions, auf denen Theodore Roosevelt und später William Howard Taft als Präsidentschaftskandidaten nominiert wurden. William Booze starb am 6. Dezember 1933 auf der Rückfahrt von einer Reise nach Südamerika in Wilmington und wurde in Baltimore beigesetzt.